# Тошко Чело
Тошко Чело (словен. Toško Čelo) — поселення в общині Любляна, Осреднєсловенський регіон, Словенія. Висота над рівнем моря: 551,6 м.